# Оскар за најбољег режисера комедије
Оскар за најбољег режисера комедије (енгл. Academy Award for Comedy Direction) додељена је само једанпут, на првој додели оскара 1928.
1927/1928
- Луис Мајлстон — Два Арапска витеза (1928)
  - Чарли Чаплин — Циркус (1928)
  - Тед Вајлд — Speedy